# 利奇格
Leech 晶格（英語：Leech lattice），是24維歐幾里得空間的一種雙幺模晶格。它是24維歐幾里得晶格中，最短向量長度是4的唯一晶格。
約翰·何頓·康威和尼爾·斯洛恩發現，Leech晶格可由二十六維的Lorentzian 晶格和光椎上的向量{\displaystyle (0,1,2,...,24;70)}導出。